# 硝子壜工場に於ける労働時間の短縮に関する条約
硝子壜工場に於ける労働時間の短縮に関する条約（がらすびんこうじょうにおけるろうどうじかんのたんしゅくにかんするじょうやく、英語: Convention concerning the Reduction of Hours of Work in Glass-Bottle Works）は、国際労働機関の条約。1935年6月25日に採択され、1938年6月10日に発効した。1935年の労働時間を1週40時間に短縮することに関する条約に従い、ガラス瓶工場における労働時間を定めた条約である。
2018年4月時点で10か国が批准しており、うちニュージーランドが1989年に脱退している。